# Cerro del León
Cerro del León är ett berg i Chile.   Det ligger i provinsen Provincia de El Loa och regionen Región de Antofagasta, i den norra delen av landet, 1 300 km norr om huvudstaden Santiago de Chile. Toppen på Cerro del León är 5 760 meter över havet, eller 1 329 meter över den omgivande terrängen. Bredden vid basen är 17,6 km.
Terrängen runt Cerro del León är varierad. Runt Cerro del León är det glesbefolkat, med 10 invånare per kvadratkilometer.. Det finns inga samhällen i närheten.
Trakten runt Cerro del León är ofruktbar med lite eller ingen växtlighet.